# Lower Burrell
Lower Burrell és una població dels Estats Units a l'estat de Pennsilvània. Segons el cens del 2000 tenia 12.608 habitants.

## Demografia
Segons el cens del 2000, Lower Burrell tenia 12.608 habitants, 5.133 habitatges, i 3.654 famílies. La densitat de població era de 421,5 habitants/km².
Dels 5.133 habitatges en un 27,6% hi vivien nens de menys de 18 anys, en un 58,6% hi vivien parelles casades, en un 9,4% dones solteres, i en un 28,8% no eren unitats familiars. En el 25,8% dels habitatges hi vivien persones soles el 15,6% de les quals corresponia a persones de 65 anys o més que vivien soles. El nombre mitjà de persones vivint en cada habitatge era de 2,41 i el nombre mitjà de persones que vivien en cada família era de 2,9.
Per edats la població es repartia de la següent manera: un 21,5% tenia menys de 18 anys, un 5,7% entre 18 i 24, un 25,8% entre 25 i 44, un 24,3% de 45 a 60 i un 22,7% 65 anys o més.
L'edat mediana era de 43 anys. Per cada 100 dones de 18 o més anys hi havia 86,4 homes.
La renda mediana per habitatge era de 41.000 $ i la renda mediana per família de 50.036 $. Els homes tenien una renda mediana de 38.900 $ mentre que les dones 25.706 $. La renda per capita de la població era de 20.143 $. Entorn del 4,3% de les famílies i el 6,5% de la població estaven per davall del llindar de pobresa.

## Poblacions més properes
El següent diagrama mostra les poblacions més properes.